# Замок Борґгольм (Швеція)
Борґгольмський замок (швед. Borgholms slott) в Борґгольмі, Швеція — на сьогоднішній день фортеця, що лежить в руїнах, побудована в другій половині XII століття, перебудовувалася протягом наступних років. Замок пов'язаний з маєтком Галторп, що знаходиться на південь від нього. Замок було зруйновано пожежею 14 жовтня 1806.

## Історія
Споруда оригінальної фортеці була зведена найімовірніше за наказом короля Кнута I, хоча це достовірно невідомо. Він правив у період з 1167 — 1195 і будував фортеці на східному узбережжі Швеції як захист від ворогів з іншого берега Балтійського моря. У період з XIII по XV століття були зроблені зміни та прибудови. Наприклад, були збудовані нові вежі, а також споруджена нова товстіша стіна. Фортеця отримала деякі пошкодження в цей же час, особливо в 1361, коли данський король Вальдемар IV напав на Борґгольм.

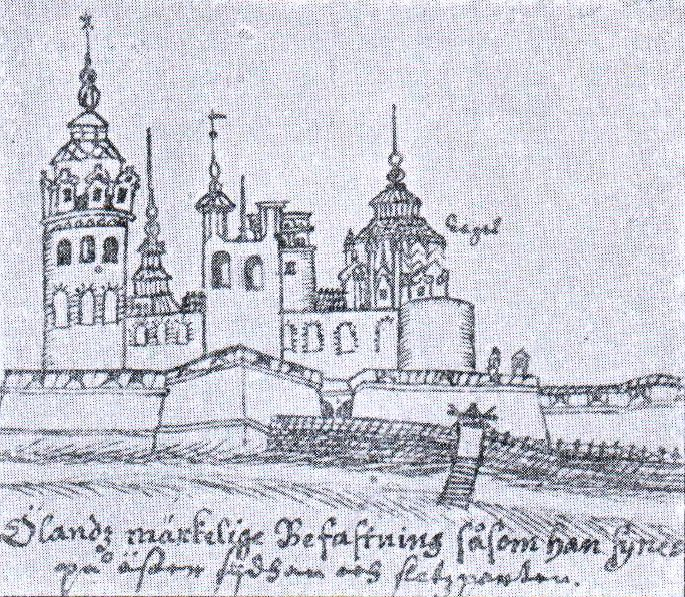
Малюнок Борґгольмського замку, 1634 р.

За часів Кальмарської унії багато замків і фортець у Швеції були зруйновані в результаті конфлікту між данцями і шведами. Коли Густав I Ваза став шведським королем і союз розпався, він разом із своїми синами, які правили разом із ним, вклав велику суму грошей у реконструкцію цих будівель. Син Густава Юган III (правив 1568 — 1592) наказав відремонтувати Борґгольмський замок у стилі Відродження. Під час його правління брати Пар (4 інженери та архітектори з Мілана) провели масштабні відновлювальні роботи в 1572. Замок придбав готичний вигляд і став прикладом італійського бастіонного стилю.
Через кілька десятиліть Швеція і Данія воювали один проти одного в Кальмарській війні. Борґгольмський замок спочатку здався данцям у 1611, але пізніше був відвойований шведами того ж року. Наступного року після двотижневої облоги командувач шведської армії Петер Мігельсен Гаммаршольд був змушений здатися. Відповідно до підписаного після закінчення війни договору, Кнередського миру, Борґгхольм переходив назад до Швеції.
Після війни замок був у жахливому стані, ревтавраційні роботи розпочалися лише у 1654. Цього разу замок перебудували в бароковий палац. Карл X Густав був замовником реконструкції, а Нікодемус Тессін старший став архітектором, який втілив у життя мрії короля. Коли Карл Густав помер у 1660, реставраційні роботи зупинилися, але були продовжені в повільному темпі за правління короля Карла XI і короля Карла XII. У 1709 реконструкція остаточно завершилася.
Протягом сотні років палац стояв і занепадав. 14 жовтня 1806 замок перетворився на руїни внаслідок пожежі, яка почалася на даху північного крила.

## Сьогодні
Сьогоднішній замок – це руїни палацу Карла X Густава, що датуються 17 століттям. Руїнами володіє та керує Комітет національної власності Швеції (Statens Fastighetsverk). Замок відкритий для відвідувачів, у ньому розташований музей.  

У внутрішньому дворі проводяться концерти, театральні вистави та інші події. Влітку 1989 шведський поп-гурт Roxette зняв шість відеокліпів на свої пісні під час концерту. Одна з них " Listen to Your Heart" стала третім хітом групи, що потрапив на перший рядок Billboard Hot 100 пізніше того ж року.

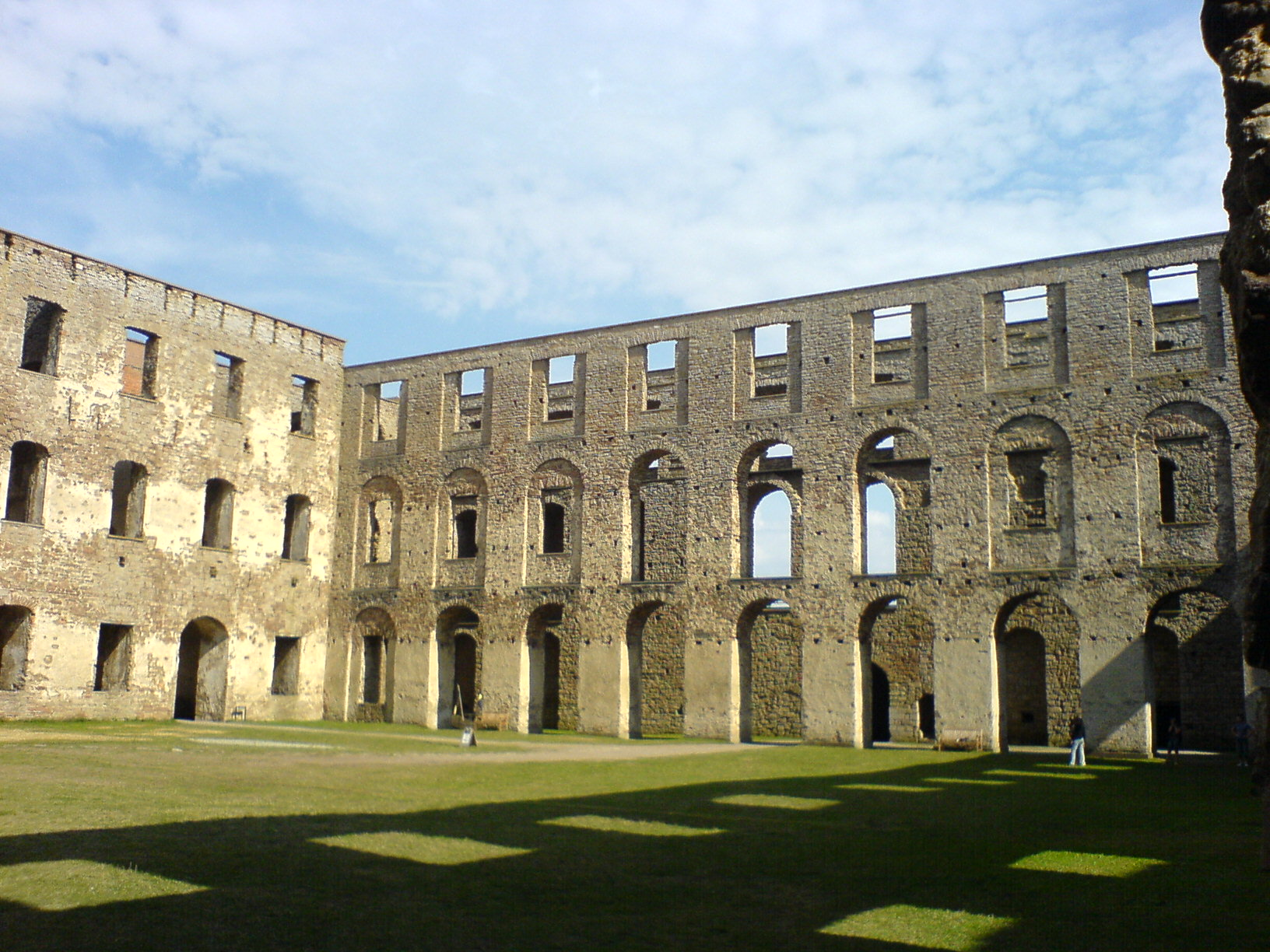
Інтер'єри Борґгольмського замку
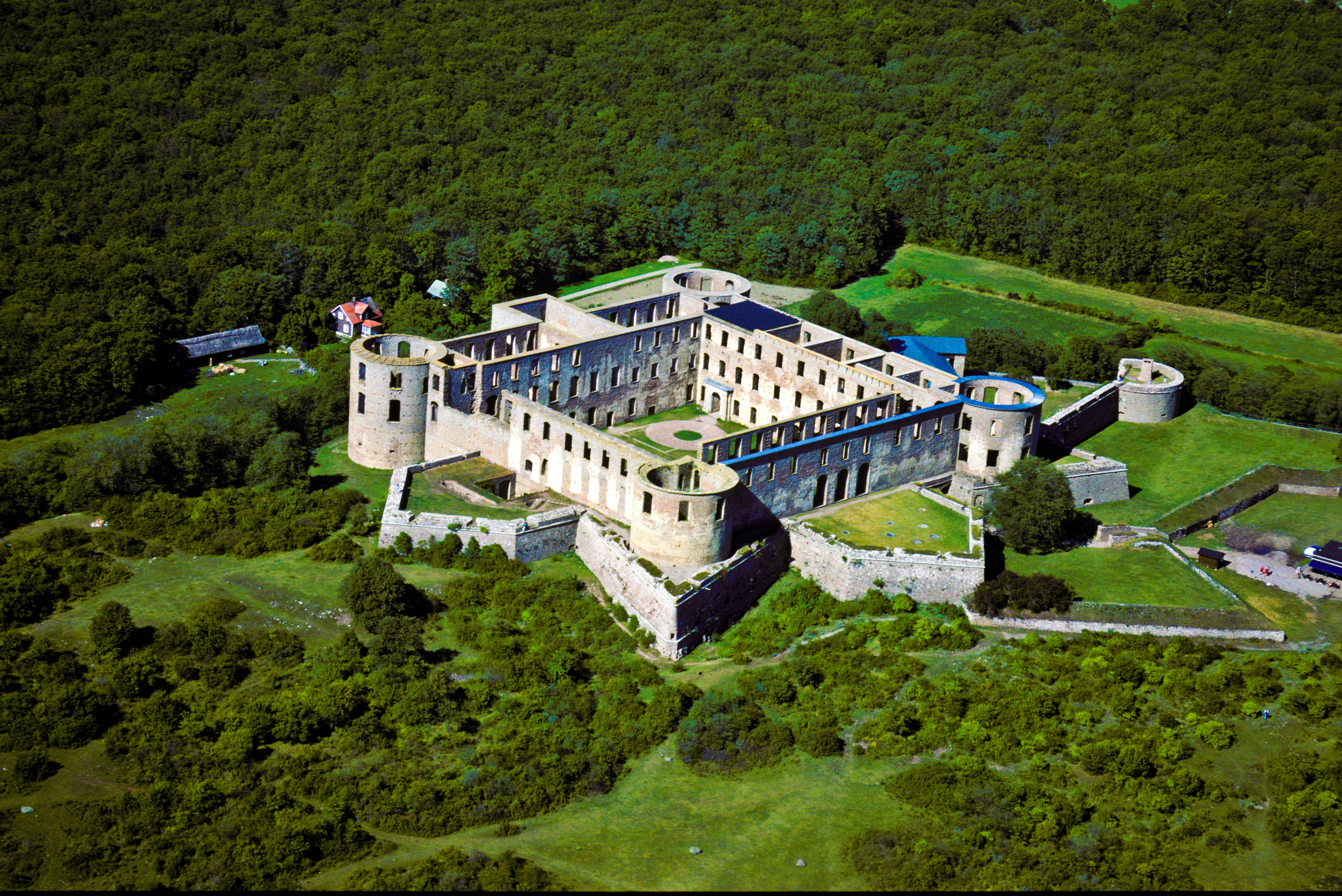
Борґгольмський замок з висоти пташиного польоту
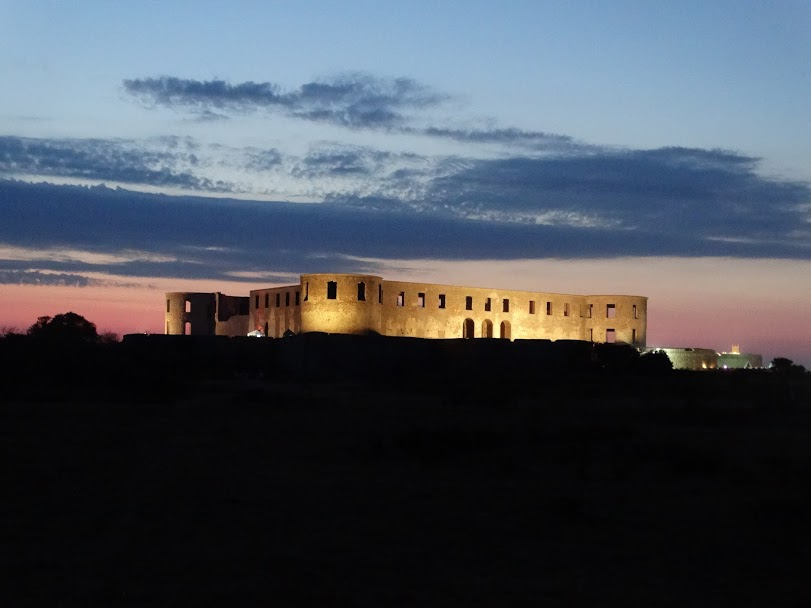
Борґгольмський замок уночі